# Arn Anderson
Martin Anthony Lunde (Rome (Georgia), 20 september 1958), beter bekend als Arn Anderson, is een Amerikaans voormalig professioneel worstelaar. Hij is vooral bekend als lid van het tag team The Brain Busters (met Tully Blanchard) en de groep The Four Horsemen. Lunde was achtereenvolgens werkzaam bij World Wrestling Federation, van 1988 tot 1989, en World Championship Wrestling, van 1989 tot 2001.

## In het worstelen
- Finishers
  - Spinning spinebuster

- Signature moves
  - Chinlock
  - DDT
  - Figure four leglock
  - Gourdbuster (Inverted suplex slam)
  - Hammerlock
  - Jawbreaker
  - Knee drop
  - Left-handed knockout punch
  - Snapmare

- Bijnamen
  - "Double A"
  - "The Enforcer"

- Managers
  - Ole Anderson
  - Nancy Daus
  - J.J. Dillon
  - Paul Ellering
  - Ron Fuller
  - Jimmy Hart
  - Michael Hayes
  - Bobby Heenan
  - Paul Heyman
  - Col. Robert Parker

## Prestaties
- Pro Wrestling Illustrated
  - PWI Feud of the Year (1987) Four Horsemen vs. Super Powers en de Road Warriors
  - PWI Tag Team of the Year (1989) met Tully Blanchard
  - PWI Tag Team of the Year (1991) met Larry Zbyszko
  - PWI Stanley Weston Award (1997)

- Jim Crockett Promotions / World Championship Wrestling
  - NWA National Tag Team Championship (1 keer: met Ole Anderson)
  - NWA World Tag Team Championship (2 keer: met Tully Blanchard)
  - NWA World Television Championship (2 keer)
  - WCW World Tag Team Championship (3 keer: met Larry Zbyszko (1x), Bobby Eaton (1x) en Paul Roma (1x))
  - WCW World Television Championship (2 keer)

- Southeastern Championship Wrestling
  - NWA Southeastern Tag Team Championship (4 keer: met Jerry Stubbs (3x) en Pat Rose (1x))

- World Wrestling FederationEntertainment
  - WWF Tag Team Championship (1 keer: met Tully Blanchard)
  - WWE Hall of Fame (Class of 2012)

- Wrestling Observer Newsletter awards
  - 5 Star Match (1992) met Rick Rude, Steve Austin, Bobby Eaton & Larry Zbyszko vs. Nikita Koloff, Sting, Ricky Steamboat, Barry Windham & Dustin Rhodes (17 mei, WarGames match, WrestleWar)
  - Best on Interviews (1990)
  - Worst Worked Match of the Year (1996) met Ric Flair, Meng, The Barbarian, Lex Luger, Kevin Sullivan, Z-Gangsta & The Ultimate Solution vs. Hulk Hogan & Randy Savage (WCW Uncensored, Towers of Doom match, Tupelo (Mississippi), 24 maart